# 2951 Perepadin
A 2951 Perepadin (ideiglenes jelöléssel 1977 RB8) a Naprendszer kisbolygóövében található aszteroida. Nyikolaj Sztyepanovics Csernih fedezte fel 1977. szeptember 13-án.